# Fürstenfeldbruck
Fürstenfeldbruck est une ville allemande située dans le Land de Bavière, à 25 km au nord-ouest de Munich.

## Géographie

### Situation géographique
La rivière de Fürstenfeldbruck est l'Amper. La ville est située environ 25 km ouest de Munich.

### Segmentation de la ville
La ville de Fürstenfeldbruck regroupe aussi les bourgs Lindach, Pfaffing, Puch, Rothschwaig, Aich und Gelbenholzen.

## Histoire
| Appartenances historiques Duché de Haute-Bavière 1263–1353 Duché de Bavière-Landshut 1353-1392 Duché de Bavière-Munich 1392-1505 Duché de Bavière 1505–1623 Électorat de Bavière 1623–1806 Royaume de Bavière 1806–1918 République de Weimar 1918–1933 Reich allemand 1933–1945 Allemagne occupée 1945–1949 Allemagne 1949–présent |

Le nom Fürstenfeldbruck se compose des deux parties « Fürstenfeld » et « Bruck ».
Fürstenfeld ("Feld des Fürsten" = « Champs du Prince ») vient de l'abbaye de Fürstenfeld.
Ce monastère a été fondé en 1263 par la famille régnante de Bavière de Wittelsbach.
Jusqu'à la sécularisation en 1803, cette abbaye était administrée par l'ordre cistercien.
Le petit village médiéval de « Bruck » ("Pont"), situé près de l'abbaye était édifié près d'un pont routier important pour le commerce de sel. Ce village a reçu le droit de tenir des marchés en 1306.
Seulement après la sécularisation en 1803, une administration civile importante a pu être établie. Le 30 septembre 1935 « Fürstenfeldbruck » est devenu ville.
L'importance de la ville a augmenté avec la construction d'un aérodrome dans les années 1940, la Fürstenfeldbruck Air Base, et après la Seconde Guerre mondiale avec la construction du réseau des trains régional de Munich.

## Politique et administration

### Liste des maires
| Période     | Période  | Identité      | Étiquette | Qualité |
| ----------- | -------- | ------------- | --------- | ------- |
| ?           | ?        | Sepp Kellerer | CSU       |         |
| 23 mai 2017 | en cours | Erich Raff    | CSU       |         |

### Jumelages
- Livry-Gargan (France)
- Cerveteri (Italie)
- Wichita Falls (États-Unis)
- Zadar (Croatie)
- Almuñécar (Espagne)

## Culture et curiosités

### Théâtre
- Neue Bühne Bruck

### Musées
- Stadtmuseum (Musée de la ville)

### Monuments
- Abbaye baroque et son église. Une œuvre majeure du baroque de Bavière.
- Église St. Magdalena, construite dans la deuxième moitié du XVIIe siècle.
- Église St. Leonhard.